# アウディ・100
アウディ・100 (Audi 100) は、ドイツの自動車メーカーであるアウディがかつて生産していた乗用車である。

## 初代 C1系（1968-1976年）
アウディ・フォルクスワーゲングループのフラグシップとして1968年にデビュー。大柄なセダンボディに小排気量のエンジン（1.8L 直列4気筒）を組み合わせ、前輪を駆動する。エンジンは吸気系・圧縮比などのチューニングに応じて80馬力、90馬力、100馬力仕様が存在した。当初は4ドアセダンだけだったボディは、1969年には2ドアセダンが加えられ、1970年にはファストバックの2ドアクーペ（100クーペS）がラインナップされた。クーペには強化型エンジン（1.9L 115馬力）を搭載した。
同1970年にはセダンの最上位機種（GL）にVW製の3速AT仕様が加えられている。
1972年に80/90馬力仕様のエンジンは85馬力の新エンジンに統一され、セダンの最上位機種には従来クーペ専用であった1.9Lエンジンが搭載されている。
1973年にマイナーチェンジを行い、モデル末期の1975年にはアウディ・80にも搭載されることになる1.6Lエンジンを追加している。

## 2代目 C2系（1976-1982年）
1976年に初のフルモデルチェンジを実施。トップグレードには世界初の直列5気筒ガソリンエンジンを採用した（ディーゼルは1974年のメルセデス・ベンツが初出）。
5気筒エンジンは「6気筒のパワーと4気筒の経済性」を謳い、2.1Lから100馬力を発生させている。後に改良され、136馬力と大幅に出力が向上した。
ボディラインナップは、4ドア・2ドアセダンはそのままにクーペはなくなり、「アヴァント」と称する5ドアハッチバックが新たに追加された。この頃の「アヴァント」は現在のようなステーションワゴンではなく、ファストバックの5ドアハッチバックで大型化されたフォルクスワーゲン・パサートのようなモデルであり、フランスのルノー・25などにも類型が見られる。
このC2シリーズでは、新設計のエンジンによってドライバビリティーが大幅に向上し、ヨーロッパ市場ではひとつのベンチマークであったメルセデスのコンパクト（W123）のライバルの一台として認識される実力を備えるに至った。6ライトの車内は、FFの利点を活かし非常にルーミーであり、リファインされた乗り心地・静粛性などにおいてはむしろW123を凌駕していた。その他、パンクしても直進性を保つというネガティブスクラブのフロントサスペンションや、2系統のブレーキ配管など、派手さはないが乗用車としての安全性を追求した技術が目立つ。
1980年、上級モデルの「200」を追加。これは100のシャーシをベースに、ターボ過給された2.2L 5気筒（170馬力）エンジンを備え、それに応じて足回りを強化したモデルで、駆動方式は前輪駆動であった。日本仕様では自動車排出ガス規制によるパワーダウン、及びトランスミッションが3速AT（当時すでに4ATが上級車の主流だった）であることが難点であった。
北米では「5000」の名で販売され、ブランドイメージの刷新を行った。

### 正規輸入モデル
- 100 GL5E（主力モデル、欧州では最上級グレード。当時の日本仕様は大抵欧州での最高グレードにフルオプションが選ばれた。）
  - 2,144cc 直列5気筒 SOHCガソリンエンジン（ボッシュK-ジェトロニック）
  - 4ドア、左ハンドル、3速AT
  - 価格 435.5万円

- 100 L5E（GLの廉価版。簡素な内装トリム、ヘッドライトウォッシャ・フォグランプ・後席パワーウインドウが付かないなど。機械的にはGLに準ずる。）
  - 2,144cc 直列5気筒 SOHCガソリンエンジン（ボッシュK-ジェトロニック）
  - 4ドア、左ハンドル、3速AT
  - 価格 344.5〜399.5万円

- 100 CD5E　（モデル途中からGL5Eに代わって輸入された。CDはCustom Deluxの意。更に豪華になった内装、シート同素材（フラッシュベロア）のリアシートクッション（CDロゴ入り）など。
  - 2,144cc 直列5気筒 SOHCガソリンエンジン（ボッシュK-ジェトロニック）
  - 4ドア、左/右ハンドル、3速AT
  - 価格 497.0万円

1980年　アウディ200ターボの登場に合わせて、他のモデルもマイナーチェンジ。
- 200 5T
  - 2,144cc 直列5気筒 SOHCターボエンジン
  - 4ドア、左ハンドル、3速AT
  - 価格 590.0万円

- 100 CD5E
  - 2,144cc 直列5気筒 SOHCガソリンエンジン（ボッシュK-ジェトロニック）
  - 4ドア、左/右ハンドル、3速AT
  - 価格 399.5〜497.0万円

- 100 L5D　
  - 1,986cc 直列5気筒 SOHCディーゼルエンジン（ボッシュ分配型）
  - 4ドア、左ハンドル、4速MT
  - 価格 378.5〜435.5万円

当時欧州においてはディーゼル乗用車は一般化しつつあり、各社とも日に日に完成度を向上させていた。メルセデスは前モデル（W115 240D/300D）からディーゼル乗用車のマーケットを確立しており、VWグループでも初のディーゼル乗用車フォルクスワーゲン・ゴルフ（ゴルフD）の成功の後、それの4気筒ディーゼルエンジンを拡大した5気筒2Lをアウディ100に搭載してデビューさせた。日本でのインポーターであったヤナセは、すでに輸入していたメルセデス300D/240Dに続いて、アウディ100ディーゼルの輸入を開始した。機械的にはゴルフD以上の完成度であったが、MTしか選べなかったことや、アウディ100を選ぶユーザー層はディーゼル乗用車に関心が低かったせいで、販売上不振であった。当時、BMW（524td 2.4L直列6気筒ターボディーゼル）、ボルボ・700（760GLD）、シトロエン・CX（CX 2500D）なども日本市場にディーゼル乗用車を登場させたが、メルセデス以外は販売上不振を理由に早々に輸入されなくなった。これは当時の輸入車ユーザーが、機械としての完成度よりも高級品としてのイメージを求めたことが理由と思われる。当時の日本において輸入車はまだまだ高価であった。

## 3代目 C3系（1982-1992年）
1982年にフルモデルチェンジ。空力面での徹底的なリファインが行われ、ボディ下面やホイールハウス回り、窓枠のフラッシュサーフェス化などのアイディアによって、市販車として初めて空気抵抗係数（Cd値）0.30を達成した。
C3はモデル中期にダッシュボードを含む内装のマイナーチェンジを行う。その際に新たに導入された安全技術として「プロコン-テン（procon-ten）」と呼ばれる衝撃吸収システムがある。これは衝突時にエンジンが後方に押し込まれる力を利用してボディ-エンジン-ステアリングを結んだワイヤーがステアリングを前方に引き込む装置で、当時メルセデスが先陣を切っていたSRSエアバッグシステムに代わる安全装置として考案された。
アウディ100は徹底した空力追求による効率化により、1983年度のヨーロッパ・カー・オブ・ザ・イヤーを受賞。日本でもモーターマガジン主催のワールド・カー・オブ・ザ・イヤー賞を受賞している。
ボディは2ドアセダンが廃止され、4ドアセダンとステーションワゴンのアヴァント、計2種がラインナップされていた。上級版のアウディ200も引き続き設定され、165馬力だった2.2L 5気筒ターボエンジンは、最終的にDOHC 20V化され220馬力を発するようになる。
アウディは、ラリー競技でクワトロ（ビッグ・クワトロ）の実力を確かめると、フルラインクワトロ化を目指し、100/200にもついにクワトロ版が登場する。当時クワトロシステムの駆動力の強力さを強調するため、スキーのジャンプ台を100クワトロが登り切るというテレビCMを放映していた。2005年にはクワトロ登場25周年を記念し、A6クワトロを使用したリバイバルCMが放映されている。
1988年、さらなる上級モデルとして「V8」が発表された。200クワトロのシャーシに3.6LのV型8気筒エンジンを組み合わせ、クラス初の4WDシステムや、大きなブレーキローターを内側からはさむブレーキキャリパーなどを搭載していた。
アメリカでは引き続き5000の名で販売されていたが、1986年11月、CBSテレビの人気ドキュメンタリー番組「60 Minutes」が、相次ぐ5000（オートマチック仕様）の暴走事故について扇情的に報じた。これによって5000にはネガティブなイメージが定着、1988年モデルを最後に100/200の名称に改められた（ブレーキとアクセルの踏み間違い事故の項も参照）。

### 日本仕様車
ヤナセが1983年から輸入を開始している。100/200ともに輸入されたが、200アバントのみ輸入されなかった。
- 100CD5E（1983年）/CD（1984-1985年）
  - 直列5気筒 SOHCエンジン、2,144cc、105馬力、3速AT
- 100CC（1984-1985年）
  - 直列5気筒 SOHCエンジン、2,144cc、105馬力、3速AT
    - CDグレードの廉価版、アルミホイールやリアヘッドホンジャックなどが省かれていた。
- 100アヴァントCD（1984年-1985年）
  - 直列5気筒 SOHCエンジン、2,144cc、105馬力、3速AT
- 100CD（1986-1988年）/2.3E（1989-1991年）
  - 直列5気筒　SOHCエンジン、2,309cc、135馬力、3速/4速AT（1991年）
    - 1986年モデル以降は全車2.3Lエンジンに換装された。
    - 1989年のマイナーチェンジで名称を2.3Eと変更し、インストゥルメントパネルのデザインが新しい物に変更された。翌90年にはATが4速化された。
    - ウッドパネルが装着された。
- 100CSターボ（1987-1988年）/ターボ（1989-1991年）
  - 直列5気筒 SOHCターボ、2226cc、165馬力、3速AT
    - 1986年モデルで200ターボの輸入が打ち切られた結果、1987年から100ターボが導入された。
- 100アヴァントCD（1986年-1988年）/アヴァント2.3E（1989-1991年）
  - 直列5気筒 SOHCエンジン、2,309cc、135馬力、3速AT

- 200ターボ（1984-1985年）
  - 直列5気筒 SOHCターボ、2,144cc、140馬力、3速AT
- 200ターボ（1986年）
  - 直列5気筒 SOHCターボ、2226cc、165馬力、3速AT
- 200クワトロ（1986-1989年）
  - 直列5気筒 SOHCターボ、2226cc、165馬力、5速MT
    - このクラスの輸入車では珍しい5速MTのみの設定となっていた。
- 200クワトロ20V（1990-1991年）
  - 直列5気筒 DOHCターボ、2,226cc、220馬力、5速MT
    - 5気筒ターボは４バルブDOHC化される。後のアウディ・S4(Sシリーズ)の礎となるモデルといえる。

## 4代目 C4系（1990-1994年）
1990年に4世代目にフルモデルチェンジする。無闇な大型化は避け、全幅を縮小しながらパッケージングの妙で室内空間を拡大している。主力エンジンであった直列5気筒はラインナップされるものの、ターボエンジンは姿を消し、代わりにV型6気筒エンジンが新設計されている。ボディは先代同様4ドアセダンと5ドアワゴンのアヴァントの2種で、駆動方式もFFと4WDの2種である。
ラインナップの整理を行い、上級版であった200は消滅。代わって登場したのがシリーズのイメージリーダーとなるS4で、2.2Lの5気筒ターボから230馬力を発生させた。
1995年のマイナーチェンジでA6に車名が変更され、100の名称は消滅した。同時に「S4」はA4ベースの高性能モデルの名称となり、100（→A6）ベースの高性能モデルはS6に移行している。

### 日本仕様車
ヤナセが1991年から輸入を開始したが、1992年に販売方法を巡ってフォルクスワーゲン・アウディ・グループ（VAG）とヤナセが決裂し新たにファーレン店とDUO店で販売するようになった。
- 100 2.3E（1991-1994年）
  - 直列5気筒 SOHCエンジン、2,309cc、130馬力、4速AT
    - 1993年に運転席エアバッグを装備すると同時にプロコン-テン安全システムを廃止した。
- 100 2.8E（1991-1994年）
  - V型6気筒 SOHCエンジン、2,771cc、170馬力、4速AT
- 100 2.8Eクワトロ（1993-1994年）
  - V型6気筒 SOHCエンジン、2,771cc、170馬力、4速AT
- 100 2.8Eアヴァント（1993-1994年）
  - V型6気筒 SOHCエンジン、2,771cc、170馬力、4速AT
- S4（1993-1994年）
  - 直列5気筒 DOHCターボ、2,226cc、230馬力、4速AT